# Live and More!
Live and More! es el segundo DVD de la cantante pop Britney Spears, publicado el 21 de noviembre de 2000. Este DVD muestra a Britney Spears visitando Hawái por su Crazy 2K Tour. Las distintas actividades que hace en la isla, cómo ensaya para sus pasos de baile, la aclamada actuación que hizo en el programa Saturday Night Live y además viene con los videos de Oops!... I Did It Again, Stronger y Lucky. A pesar de que el DVD llegó a su máximo en el número cuatro (#4) en los EE. UU., el DVD ha sido certificado platino 3x. En Francia el DVD fue certificado platino, lo que significa que vendió más de 20.000 copias. Según Nielsen SoundScan, Live and More! ha vendido 309 mil copias en los Estados Unidos.

## Características

### Características técnicas
- Subtítulos disponibles: inglés y español
- Audio disponible: inglés (Dolby Digital 5.1)

### Contenido
- 3 Videos musicales:

1. "Lucky"
2. "Oops!... I Did It Again"
3. "Stronger"

- Britney en Saturday Night Live:

1. "Woodrow the Homeless Man"
2. "Britney judges dancer tryouts"
3. "Morning Latte"
4. "Oops!... I Did It Again"
5. "Don't Let Me Be the Last to Know"

- Britney Live from Waikiki Beach, Hawái:

1. "(You Drive Me) Crazy"
2. "Sometimes"
3. "From the Bottom of My Broken Heart"
4. "Born to Make You Happy"
5. "Oops!... I Did It Again"
6. "Don't Let Me Be the Last to Know"
7. "The Beat Goes on"
8. "...Baby One More Time"

- Video Jukebox
- Fotogalería
- Web Links

## Curiosidades
- Todas la presentaciones fueron presentadas de forma completa en concierto como lo demuestra un bootleg que subió un fan a internet: Tanto en TV como en el DVD, Sometimes, Born to Make You Happy, From the Bottom of my Broken Heart y Don't Let Me Be The Last to Know fueron recortadas perdiendo los segundos versos, el intro "School Roll Call fue eliminado y se pasó de frente a Al mini-intro Baby One More Time, y el breakdown de este antes de Crazy también fue cortado. El breakdown de Crazy también fue alterado, siendo de menor duración y el baile de los bailarines también fue excluido.[2]
- Hay dos versiones del especial que fueron transmitidas en TV. Una incluye las presentaciones del cantante Joe interpretando "I Wanna Know" y Destiny's Child "Say my Name"[3] perdiendo "The Beat Goes On" y "I Will Be There"; y otra que quita la presentación de Destiny's Child e incluye la presentación de la banda y los bailarines (que es difícil de encontrar).[4]
- La presentación de Crazy de este concierto se tuvo que realizar dos veces, debido a que durante el primer intento la cantante tuvo un desperfecto de vestuario dónde su top  se abrió sin revelar absolutamente nada pero haciendo que el show fuese detenido y reiniciado. para una segunda toma.
- El show tuvo modificaciones en el Set List, siendo que las canciones se interpretaron en un orden diferente, y diferentes trajes al del Tour.